# Omega Geminorum
Omega Geminorum, được Latin hóa từ ω Geminorum, là một ngôi sao nằm ở giữa chòm sao hoàng đạo ở phương bắc là chòm sao Song Tử. Với cấp sao biểu kiến là 5,18, nó có thể nhìn thấy khá mờ nhạt bằng mắt thường. Theo thang đo Bortle, nó có thể được nhìn từ bầu trời ngoại ô buổi tối. Với sự thay đổi thị sai hàng năm chỉ là 2,19  mas, nó có vị trí nằm cách Mặt Trời khoảng 1.500 năm ánh sáng.
Đây là một ngôi sao khổng lồ sáng đã tiến hóa với phân loại sao là G5 II. Nó được đặt gần dải không ổn định và vào năm 1977 đã được liệt kê là một ứng viên của sao biến quang cepheid với biên độ sáng là 0,086 và chu kỳ 0,7282 ngày Đường kính góc đo bằng giao thoa kế của ngôi sao này là 1,47±0,21 mas. Ở khoảng cách ước tính, nó đem lại kích thước vật lý gấp khoảng 72 lần bán kính Mặt Trời. Nó có khối lượng gấp 6,3 lần Mặt Trời và có độ phát xạ gấp 1.813 lần độ sáng của Mặt Trời từ bầu khí quyển bên ngoài của nó ở nhiệt độ hiệu dụng 5.090 K.